# Rangiah Subra Mani
Rangiah Subra Mani fue un diplomático indio.
- El 06 de octubre de 1932 entró al Indian Civil Service (British India) en Mumbai.
- En 1937 fue asignado secretario adjunto en el ministerio de educación, salud y tierra.
- En junio de 1940 fue asignado secretario general adjunto del departamento de educación en Mumbai.
- En 1943 fue asignado controlador de Comercio de Exportación en Mumbai.
- En 1945 fue incorporado al departamento de Comercio.
- En enero de 1946 fue empleado en la alta comisión en Londres.
- En septiembre de 1947 fue asignado Alto Comisionado adjunto en Londres.
- En 1949 fue Encargado de negocios en Roma como concejal de embajada.
- De 1955 a 21 de octubre de 1957 fue embajador en Bagdad (Irak) y enviado a Amán.
- Del 21 de octubre de 1957 al 10 de agosto de 1960 fue embajador en Santiago de Chile con coarcredición en La Paz.
- Del 10 de agosto de 1960 al 29 de abril de 1964 fue embajador en Rangún.
- Del 29 de abril de 1964 a 1966 fue embajador en Belgrado con coarcredición en Atenas.[1]